# NGC 1093
NGC 1093 (другие обозначения — UGC 2274, MCG 6-7-11, ZWG 524.22, IRAS02452+3412, PGC 10606) — галактика в созвездии Треугольник.
Этот объект входит в число перечисленных в оригинальной редакции «Нового общего каталога».
В галактике вспыхнула сверхновая SN 2009ie типа IIP, её пиковая видимая звездная величина составила 19,3.